# Jari Rantanen
Jari Rantanen (ur. 31 grudnia 1961 w Helsinkach) – fiński piłkarz występujący na pozycji napastnika.

## Kariera klubowa
Rantanen karierę rozpoczynał w 1980 roku w pierwszoligowym zespole HJK. W sezonie 1981 wywalczył z nim wicemistrzostwo Finlandii oraz Puchar Finlandii. Pod koniec 1983 roku przeszedł do portugalskiego GD Estoril Praia, jednak przed rozpoczęciem kolejnego sezonu ligi fińskiej, wrócił do HJK. W sezonie 1984 zdobył z nim Puchar Finlandii, a w sezonie 1985 – mistrzostwo Finlandii.
W końcówce 1985 roku Rantanen został graczem belgijskiego Beerschot VAC. W 1986 roku odszedł stamtąd do szwedzkiego IFK Göteborg. W sezonie 1986 wywalczył z nim wicemistrzostwo Szwecji, a sezon później – mistrzostwo Szwecji. Wraz z zespołem wygrał też rozgrywki Pucharu UEFA w sezonie 1986/1987, zostając jednocześnie królem strzelców tamtej edycji.
W 1987 roku Rantanen przeszedł do angielskiego Leicester City z Division Two. Jego zawodnikiem był do końca sezonu 1988/1989. Następnie wrócił do HJK, z którym w sezonie 1990 zdobył mistrzostwo Finlandii. W kolejnych latach swojej kariery Rantanen grał w drużynach FinnPa oraz HJK, a także w PK-35, gdzie w 1998 roku zakończył karierę.

## Kariera reprezentacyjna
W reprezentacji Finlandii Rantanen zadebiutował 15 maja 1984 w przegranym 1:3 towarzyskim meczu ze Związkiem Radzieckim, w którym strzelił też gola. W latach 1984–1989 w drużynie narodowej rozegrał 29 spotkań i zdobył 4 bramki.